# Philippe Chevrier
Pour les articles homonymes, voir Chevrier (homonymie).
 (avril 2022).
Si vous disposez d'ouvrages ou d'articles de référence ou si vous connaissez des sites web de qualité traitant du thème abordé ici, merci de compléter l'article en donnant les références utiles à sa vérifiabilité et en les liant à la section « Notes et références ».
Philippe Chevrier, né le 17 décembre 1960 à Genève, est un cuisinier suisse.

## Biographie
Entre 1976 et 1979, il suit un apprentissage de cuisine au restaurant « Le Chat Botté » de l'Hôtel Beau-Rivage à Genève. Ses études terminées, il est engagé comme commis de cuisine pendant deux ans (d'abord au restaurant « L'Oasis » de La Napoule puis au restaurant « Le Gentilhomme » de l'hôtel Richemond) avant de faire deux stages d'un an chacun de formation en boulangerie, puis en confiserie pâtisserie entre 1982 et 1983.
En 1984, il passe une année comme cuisinier chez Frédy Girardet à Crissier avant de rejoindre le restaurant « Le Patio » où il est sous-chef de cuisine entre 1985 et 1986. En 1987, il est engagé comme chef de cuisine au Domaine de Châteauvieux à Satigny, dont il devient également le propriétaire en 1989.
Il obtient son 1er macaron au Guide Michelin en 1991, le second en 1994. Il est fait Chevalier de l'ordre du Mérite agricole en 1996 et ouvre le Café de Peney, également à Satigny  en 1998. En 2002, il est noté 19/20 au Gault-Millau et élu Chef de l'année.
En 2003, il reprend le restaurant Le Vallon à Conches et ouvre l'Epicerie de Châteauvieux à Satigny. L'année suivante en 2004, il ouvre le Domaine de Chouilly, toujours dans la même commune. En 2005, il lance une gamme de produits en vente en grande surface puis, en 2006, une gamme de vins (appelés « Les Vins Philippe Chevrier ») en coopération avec des viticulteurs genevois et élaboré par Nicolas Bonnet et la Cave de Genève. La même année, il lance des croisières gastronomiques sur le bateau « Le Savoie »  en association avec la Compagnie générale de navigation sur le lac Léman.

## Ses établissements
- Domaine de Châteauvieux : Restaurant gastronomique situé à Satigny, 19/20 Gault Millau.
- Café de Peney : Café restaurant situé à Peney-Dessous, 14/20 au Gault-Millau.
- Restaurant le Vallon : Restaurant situé à Conches, 15/20 au Gault-Millau.
- Domaine de Choully: Domaine situé à Satigny.
- Épicerie du Domaine de Châteauvieux : Épicerie de produits fins.
- Bateau Le Savoie : Croisière gastronomique sur le lac Léman. Bateau vapeur de 1914.
- Restaurant le Relais de Chambésy situé au village du même nom (GE).
- Restaurant Le Patio Rive Gauche Bœuf & Homard Genève.
- Restaurant Chez Philippe (Bar, Grill).
- Restaurant Denise's ART OF BURGER by Philippe Chevrier.
- Restaurant La Marjolaine situé rue du Rhône à Genève.
- Restaurant Le café des négociants à Carouge (Genève)

## Publications
- Philippe Chevrier, Jean Lamotte, Bertola, et Thomas Hensinger, Histoires gourmandes, Jouvence, 2004 (ISBN 978-2-88353-405-6)
- Philippe Chevrier, Jean Lamotte, et Jean-Claude Tabernier, Délices d'automne et d'hiver : Recettes de Damien Coche et son équipe, Éditions Slatkine, 2009 (ISBN 978-2-8321-0364-7)